# 481 (số)
481 (bốn trăm tám mươi mốt) là một số tự nhiên ngay sau 480 và ngay trước 482.